# Trichotopteryx tropica
Trichotopteryx tropica är en tvåvingeart som beskrevs av Townsend 1919. Trichotopteryx tropica ingår i släktet Trichotopteryx och familjen parasitflugor.
Artens utbredningsområde är Peru. Inga underarter finns listade i Catalogue of Life.